# International Association for Research in Economic Psychology
Die International Association for Research in Economic Psychology (IAREP) ist eine britische NGO, die sich der Förderung der wissenschaftlichen Arbeit im  Bereich der Wirtschaftspsychologie verschrieben hat. 

## Hintergrund
1982 gründete sich die IAREP, um Forschung, Lehre und Studium im Zusammenspiel von Wirtschaftswissenschaft und Psychologie zu fördern, vorausgegangen waren 1976 initiierte Kolloquien europäischer Forscher, die 1978 ein Komitee zur Formalisierung der Zusammenarbeit gegründet hatte. Hierzu wurde insbesondere die Umgestaltung der Kolloquien in einen jährlich stattfindenden Kongress vorgenommen, zudem gibt die Organisation das bei Elsevier erscheinende Journal of Economic Psychology als Periodikum heraus. 1984 wurde in Kooperation mit Elsevier auch ein Preis für die beste von Absolventen veröffentlichte Arbeit ausgelobt. Die Organisation hat Mitglieder in über 30 Ländern.
2009 beschloss IAREP eine formale Kooperation mit der Society for the Advancement of Behavioral Economics, mit der bereits in der vorangegangenen Jahren ein regelmäßiger Austausch stattfand. Hierzu wurde die 
ICABEEP - The International Confederation for the Advancement of Behavioral Economics and Economic Psychology gegründet und insbesondere vereinbart, die jeweiligen Konferenzen räumlich und zeitlich zusammenzulegen.
Seit 2004 wird im Rahmen des jährlichen Kongresses eine nach Daniel Kahneman benannte Keynote-Vorlesung durchgeführt, zu der renommierte Wissenschaftler eingeladen werden. Neben Kahneman selbst, der 2006 auftrat, war mit Alvin E. Roth 2009 ein weiterer – späterer (2012) – Wirtschaftsnobelpreisträger unter den Rednern. Unter den weiteren Dozenten finden sich Namen wie Paul Slovic (2004), Bruno S. Frey (2005), George Loewenstein (2007), David Laibson (2013) oder Eldar Shafir (2016).

## Präsidenten
- 1982–1987: Gery Van Veldhoven
- 1987–1989: Hermann Brandstätter
- 1989–1991: Folke Ölander
- 1991–1993: Tadeusz Tyszka
- 1993–1995: Fred Van Raaij
- 1995–1997: Werner Güth
- 1997–1999: Christine Roland-Lèvy
- 1999–2001: Paul Webley
- 2001–2003: Erich Kirchler
- 2003–2005: Stephen Lea
- 2005–2007: Francesco Scacciati
- 2007–2009: Simon Kemp
- 2009–2011: Alan Lewis
- 2011–2014: David Leiser
- 2014–2016: Ellen Nyhus
- 2016–2018: Erik Hölzl
- 2018–: Rob Ranyard